# The Spectacular Now (película)
The Spectacular Now (titulada Aquí y ahora en España, La prueba del amor en México y El esplendoroso presente en el resto de Hispanoamérica) es una película del género comedia dramática estrenada en 2013, protagonizada por Miles Teller y Shailene Woodley. Fue dirigida por James Ponsoldt y escrita por Scott Neustadter. La película está basada en la novela de Tim Tharp y nos cuenta la historia de Sutter Keely (Teller), un estudiante juerguista que un día conoce a Aimee Finicky (Woodley), una tímida e inadaptada adolescente.

## Sinopsis
Sutter cree llevar una vida perfecta, es el alma de la fiesta, no se pierde una. Lo cierto es que, aparte de trabajar en una tienda doblando camisas, es en lo único que invierte su tiempo. Estudiar no entra en sus planes, pero ¿hay algo en que lo haga, aparte de las fiestas y las chicas? La respuesta cambia una mañana cuando se despierta tirado en un césped al que no sabe cómo ha llegado y se encuentra con Aimee.
Una joven, de la que a pesar de no saberlo, era compañera de clase y le demuestra que no todo gira en torno a la juerga. Pero Aimee no es como las demás, no es muy social, nunca ha tenido un novio y parece necesitar ayuda. Por primera vez queda en las manos de Sutter marcar una diferencia en la vida de otra persona y centrarse, o por el contrario, arruinarla para siempre y seguir viviendo sin preocuparse de las consecuencias del mañana.

## Reparto
- Miles Teller como Sutter Keely.
- Shailene Woodley como Aimee Finecky.
- Brie Larson como Cassidy Roy.
- Masam Holden como Ricky McLean.
- Mary-Elizabeth Winstead como Holly Keely.
- Dayo Okeniyi como Marcus Grossman.
- Kyle Chandler como Tommy Keely.
- Jennifer Jason Leigh como Sara Keely.
- Bob Odenkirk como Dan.
- Andre Royo como Sr. Aster
- Kaitlyn Dever como Krystal

## Crítica
La película fue aclamada tanto por la crítica como por el público general. En el sitio web de revisión de películas Rotten Tomatoes el filme logró una valoración del 93% contando con un número de 147 críticas, de las cuales 136 eran "frescas" y las restantes 11 eran "podridas".
El crítico del portal web miami.com, Rene Rodriguez, calificó a la cinta como «la tercera mejor película del año, luego de Mud y The Kings Of Summer».

## Lanzamiento
La película tuvo su premier en el Sundance Film Festival el 18 de enero de 2013. Su segundo festival en donde se exhibió fue South by Southwest Film Festival el 11 de marzo del mismo año. Después de varios meses desde su estreno en el Sundance Film Festival, el 13 de septiembre del mismo año se estrenó en cines en los Estados Unidos.

## Banda sonora
La banda sonora de la película está compuesta por 15 títulos que hacen de la película un gran viaje al amor.
| Título                          | Autor                                               | Intérprete                    |
| ------------------------------- | --------------------------------------------------- | ----------------------------- |
| Live Fast, Love Hard, Die Young | Joe Allison                                         | Faron Young                   |
| Dolce Ed Ostinato               | Piero Umiliani                                      | Moo Industries Collective     |
| New Theory                      | Washed Out                                          | Washed Out                    |
| Private Comfort                 | Roberto Benozzo, Massimo Salvagnini y Andrea Valfre | Moo Industries Collective     |
| Go Hard                         | Kutt The Check                                      | Kutt The Check                |
| Baby                            | Donnie Charles Emerson                              | Ariel Pink's Haunted Graffiti |
| Wild Nights                     | David Timothy Cooper                                | Snake! Snake! Snakes!         |
| Wakin on a Pretty Day           | Kurt Vile                                           | Kurt Vile                     |
| The Riff                        | Mitchell Dancik                                     | Just Water                    |
| Farming Man                     | Michael Hendrix                                     | Tennessee River Crooks        |
| Need Someone to Love            | Winfred 'Blue' Lovett                               | Norma Jenkins                 |
| No Good with Secrets            | Fred Thomas                                         | Saturday Looks Good to Me     |
| Song for Zula                   | Matthew Houck                                       | Phosphorescent                |
| Bright Whites                   | Kaoru Ishibashi                                     | Kishi Bashi                   |
| Feel Again                      | Brent Kutzle                                        | OneRepublic                   |

## Premios y nominaciones
| Premio                                                   | Categoría                                 | Nominados                                      | Resultado     | Ref.   |
| -------------------------------------------------------- | ----------------------------------------- | ---------------------------------------------- | ------------- | ------ |
| dead CENTER Film Festival                                | Mejor película                            |                                                | Ganadora      | [ 6 ]  |
| World Soundtrack Awards                                  | Descubrimiento del año                    | Rob Simonsen                                   | Nominado      |        |
| Premios de la Asociación de Críticos de Washington D. C. | Mejor guion adaptado                      | Michael H. Weber y Scott Neustadter            | Nominados     | [ 8 ]  |
| USC Scripter Award                                       | Mejor guion adaptado                      | Scott Neustadter, Michael H. Weber y Tim Tharp | Nominados     |        |
| Festival de Cine de Sundance                             | Premio especial del Juradoː Mejor reparto | Miles Teller y Shailene Woodley                | Ganadores     | [ 10 ] |
| Festival de Cine de Sundance                             | Gran Premio del Jurado - Mejor película   |                                                | Nominada      | [ 10 ] |
| Festival Internacional de Cine de Seattle                | Premio del Jurado Joven                   | James Ponsoldt                                 | Ganador       | [ 11 ] |
| Círculo de Críticos de Cine de San Francisco             | Mejor guion adaptado                      | Scott Neustadter y Michael H. Weber            | Nominados     |        |
| Premios de la Sociedad de Críticos de San Diego          | Mejor actriz de reparto                   | Shailene Woodley                               | Ganadora      | [ 13 ] |
| Premios de la Sociedad de Críticos de San Diego          | Mejor guion adaptado                      | Scott Neustadter y Michael H. Weber            | Nominados     | [ 13 ] |
| Prism Awards                                             | Mejor película                            |                                                | Ganadora      |        |
| Prism Awards                                             | Mejor actuación en una película           | Shailene Woodley                               | Nominada      |        |
| Phoenix Film Critics Society Awards                      | Película del año                          |                                                | Ganadora      |        |
| National Board of Review                                 | Top Ten en películas Independientes       |                                                | Ganadora      |        |
| MTV Movie Awards                                         | Breakthrough Performance                  | Miles Teller                                   | Nominado      |        |
| MTV Movie Awards                                         | Mejor beso                                | Miles Teller y Shailene Woodley                | Nominados     |        |
| Independent Spirit Awards                                | Mejor actriz                              | Shailene Woodley                               | Nominada      |        |
| Independent Spirit Awards                                | Mejor guion                               | Scott Neustadter y Michael H. Weber            | Nominados     |        |
| Gothan Awards                                            | Mejor actriz                              | Shailene Woodley                               | Nominada      |        |
| Premios Chlotrudis                                       | Mejor actriz                              | Shailene Woodley                               | Nominada      |        |
| Premios Chlotrudis                                       | Mejor actor                               | Miles Teller                                   | Nominado      |        |
| Premios Chlotrudis                                       | Mejor guion adaptado                      | Scott Neustadter y Michael H. Weber            | Nominados     |        |
| Premios de la Central de Críticos de Ohio                | Artista revelación                        | Brie Larson                                    | Segundo lugar |        |
| Premios de la Central de Críticos de Ohio                | Mejor guion adaptado                      | Scott Neustadter y Michael H. Weber            | Nominados     |        |
| Premios de la Central de Críticos de Ohio                | Best Overlooked Film                      |                                                | Nominada      |        |